# Collins Tiego
Collins Tiego là một cầu thủ bóng đá người Kenya thi đấu ở vị trí tiền đạo. Hiện tại anh thi đấu cho Uttar Baridhara SC và anh cũng đại diện cho Đội tuyển bóng đá quốc gia Kenya.